# Oedera foveolata
Oedera foveolata là một loài thực vật có hoa trong họ Cúc. Loài này được (K.Bremer) Anderb. & K.Bremer mô tả khoa học đầu tiên năm 1991.